# Adriano Castello
Adriano Castello (także Adriano di Castello lub Adriano Castellesi; ur. ok. 1458 w Corneto, zm. w grudniu 1521 lub styczniu 1522 w Wenecji) – włoski kardynał.

## Życiorys
Był protonotariuszem apostolskim. Około 1490, został wysłany przez Innocentego VIII do Anglii, by odnowić pokój ze Szkocją. Po powrocie do Rzymu był urzędnikiem w Kamerze Apostolskiej, a następnie sekretarzem Aleksandra VI. Był ambasadorem Stolicy Apostolskiej w Anglii, a po rekomendacji króla Henryka VIII, został biskupem. 14 lutego 1502 roku został mianowany biskupem Hereford.
Na konsystorzu 31 maja 1503 roku został kreowany kardynałem. 12 czerwca został kardynałem prezbiterem San Crisogono. Według teorii niektórych historyków miał zostać otruty przez Aleksandra VI i jego syna Cezara. Jednak papież i Cezar omyłkowo wypili zatrute wino, w wyniku czego Aleksander VI zmarł. Teoria ta jest jednak mało prawdopodobna i jest odrzucana przez badaczy historii papiestwa.
Brał udział w dwóch konklawe: we wrześniu 1503 i październiku 1503. 2 sierpnia 1504 został administratorem diecezji Bath i Wells. Z funkcji tej zrezygnował 5 lipca 1518. Podczas podróży do Bolonii wraz z papieżem Juliuszem II napisał poemat pt. "Ite Julii Pont. Ro". Wkrótce potem, popadł w konflikt z papieżem i opuścił Rzym, 1 września 1507. Po śmierci Juliusza II, Castello powrócił do Rzymu i wziął udział w konklawe 1513. Wraz z kardynałami Bandinello Saulim i Alfonso Petruccim, uczestniczył w spisku przeciw Leonowi X; został schwytany, poprosił o przebaczenie i uiścił opłatę 12500 dukatów. Obawiając się śmierci, Castello uciekł z Rzymu do Wenecji i pomimo wezwania papieża nie powrócił do Wiecznego Miasta. 12 kwietnia 1518 został osądzony za niepodporządkowanie się papieżowi: został pozbawiony godności kardynalskiej i biskupstwa, a ponadto musiał sprzedać swoje posesje. Po śmierci Leona X usiłował wziąć udział w konklawe 1521–1522.
Został najprawdopodobniej zamordowany przez swojego służącego.

## Twórczość
Był znanym latynistą i znawcą greki, a ponadto humanistą i pisarzem. Do ważniejszych z jego dzieł należą:
- Venatio (1505)
- De vera philosophia ex quatuor doctoribus ecclesiae (1507)
- De Sermone Latino et modo Latine loquendi (1513)